# 須田盛昭
須田 盛昭（すだ もりあき、生年不詳 - 天保9年（1838年））は、江戸時代後期の旗本。通称は与左衛門。官位は従五位下大隅守。

## 来歴
目付から文政6年（1823年)11月に京都西町奉行（第26代）となる。翌年、伏見瓦や魚、干物や小間物を仲間以外の者が売ることを禁じた。文政10年（1827年）作事奉行となり、9月15日に鎌倉の鶴岡八幡宮の再建修復の命を受けこれを指揮し翌年9月15日に無事御用を終えたことを将軍に報告している（続徳川実紀）。